# George Pollard
George Pollard jr. (Nantucket, 18 luglio 1791 – Nantucket, 7 gennaio 1870) è stato un marinaio statunitense, ventottenne comandante della storica baleniera Essex, salpata il 12 agosto 1819 dal porto di Nantucket, in Massachusetts.
Dopo essersi spinta sotto la guida di Pollard fino a Capo Verde, e aver doppiato Capo Horn, l'imbarcazione fece rotta verso l'Oceano Pacifico. Qui, al largo delle Isole Galápagos, il 20 novembre 1820, nell'inseguimento di un gruppo di capodogli, avvistati quattro giorni prima, la baleniera fu affondata dall'attacco di un esemplare enorme. Da quanto risulta dalla cronaca scritta sulla drammatica caccia dal primo ufficiale Owen Chase, pubblicata nel 1821, il capodoglio sembrò caricare volontariamente la nave, in due riprese, determinandone il conseguente e quasi immediato affondamento. Dopo il naufragio della Essex, e un fortunoso riparo su tre lance della baleniera, Pollard e la sua ciurma rimasero in balia delle onde per settimane, sopravvivendo a stento ai marosi e alle tempeste, alla fame e alle sete, fino all'approdo sull'Isola di Henderson. Il 27 dicembre, a pochi giorni di distanza dallo sbarco, Pollard e gli altri decisero di riprendere il viaggio, lasciando a terra però tre dei loro compagni, stremati dalla permanenza in mare. Ebbe così inizio per il comandante e coloro che lo seguirono, una nuova, terribile navigazione. Alcuni morirono, e vi furono tra i superstiti episodi di cannibalismo per la sopravvivenza. Pollard sopravvisse a questa durissima avventura e non solo. Divenne in seguito comandante della Two Brothers, proprio la nave che lo trasse in salvo in quell'occasione. La Two Brothers naufragò a sua volta e miracolosamente, Pollard ebbe di nuovo salva la vita. Dopo questo episodio, il comandante smise di navigare, facendo definitivo ritorno a Nantucket.
La storia della baleniera Essex è stata raccontata nel libro In the Heart of the Sea: The tragedy of the whaleship Essex, di Nathaniel Philbrick, uscito in versione italiana nel 2000,  e ha ispirato il regista Ron Howard con il film del 2015 Heart of the Sea - Le origini di Moby Dick.
Ne trasse ispirazione ben prima, con vari punti in comune e per l'esperienza personale vissuta sulle baleniere, il grande scrittore americano Herman Melville, autore del capolavoro della letteratura statunitense Moby-Dick, uscito in prima edizione in lingua originale nel 1851.
| Controllo di autorità | VIAF (EN) 315147118209926341241 · LCCN (EN) no2016106395 |